# Megulopa bistriata
Megulopa bistriata är en insektsart som beskrevs av Van Stalle 1983. Megulopa bistriata ingår i släktet Megulopa och familjen dvärgstritar. Inga underarter finns listade i Catalogue of Life.